# Volkswagen Worker
Volkswagen Worker — флагманский крупнотоннажный грузовой автомобиль, выпускаемый заводом Volkswagen в Бразилии по лицензии MAN с 2005 года.

## Технические характеристики
1 число в модели обозначает полную массу транспортного средства, 2 — мощность.

## Модельный ряд
| Шасси   |                                                   |                          |                              |                                                                        |          |                  |
| Модель  | Двигатель                                         | Мощность                 | Крутящий момент              | Трансмиссия (модель трансмиссии)/количество передач                    | Масса    | Грузоподъёмность |
| 8.120   | MWM 4.10-TCA-EURO III (Turbo Intercooler)         | 84,6 кВт при 2400 об/мин | 400 Н*м при 1600 об/мин      | Механическая (Eaton FS-4305-C), 5 передач                              | 7700 кг  | 10500 кг         |

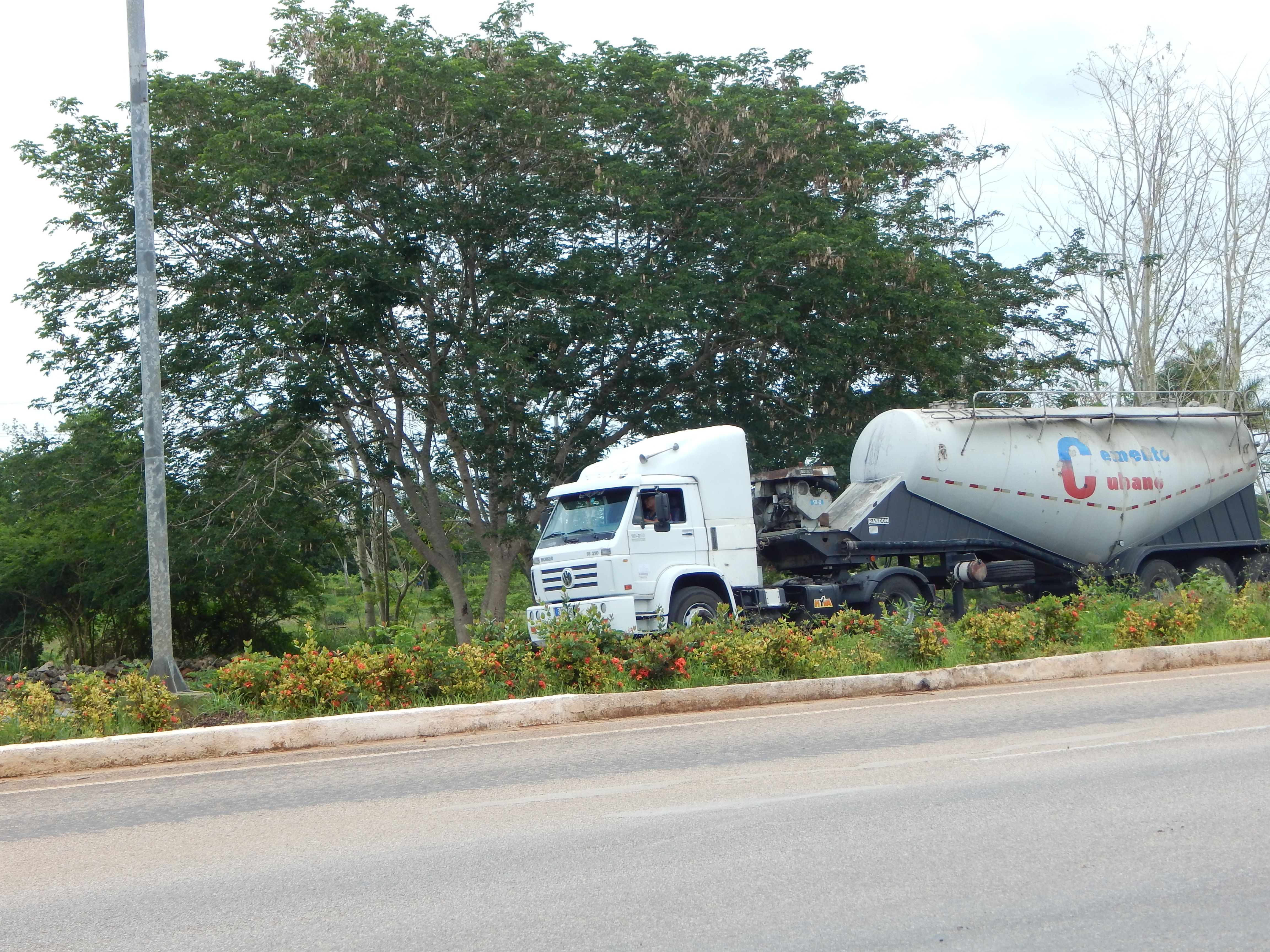
Volkswagen Worker в Кубе

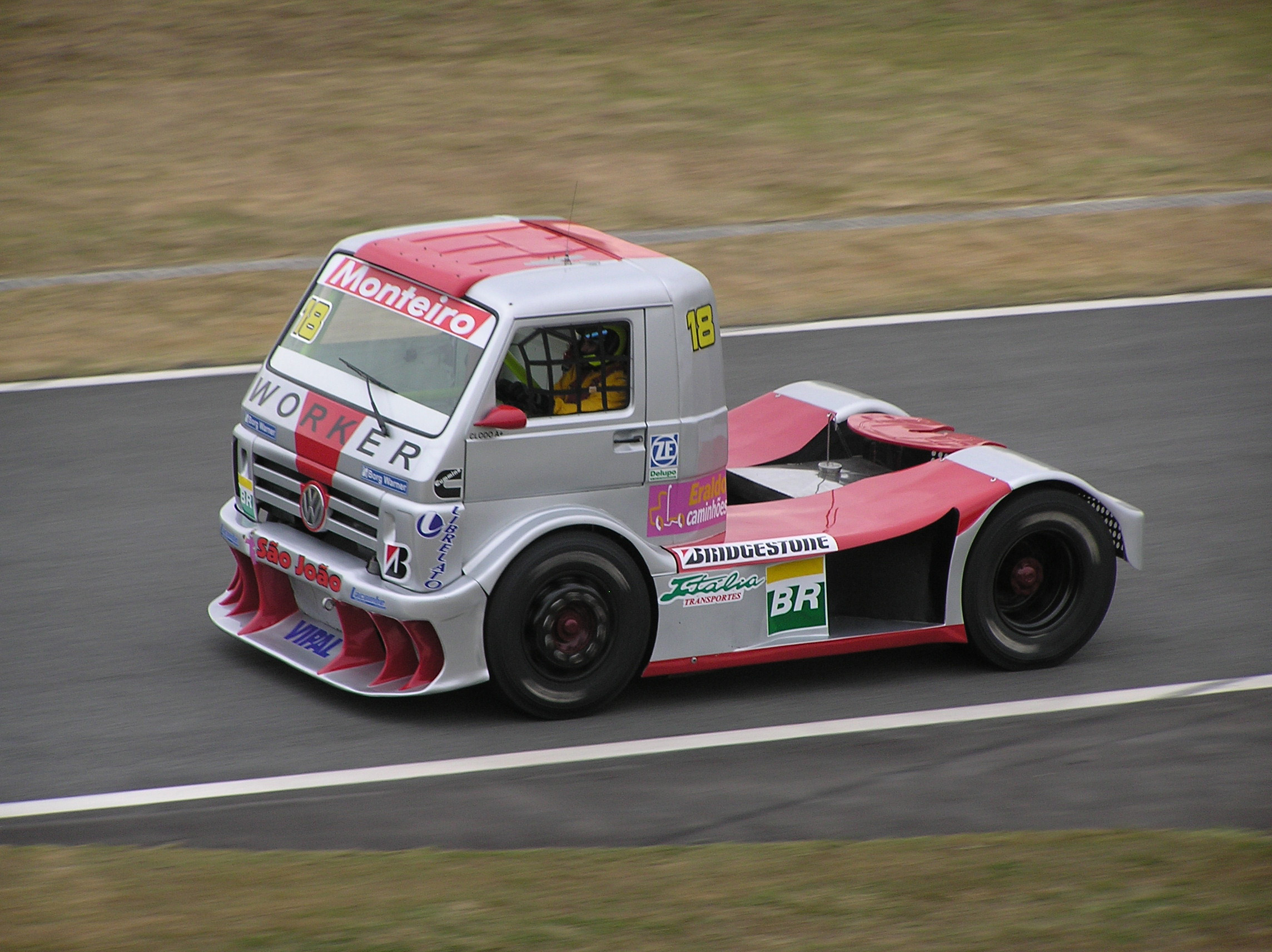
Спортивный автомобиль

| 8.150E  | Cummins Interact 4.0-EURO III (Turbo Intercooler) | 110 кВт при 2500 об/мин  | 550 Н*м при 1400—1700 об/мин | Механическая (Eaton FS-4305-C), 5 передач                              | 8150 кг  | 11000 кг         |
| 13.170E | MWM 4.10-TCA-EURO III (Turbo Intercooler)         | 125 кВТ при 25000 об/мин | 600 Н*м при 1200—1600 об/мин | Механическая (Eaton FS-4205-A)                                         | 12900 кг | 23000 кг         |
| 13.180  | MWM 6.10 TCA-EURO III (Turbo Intercooler)         | 127 кВт при 2400 об/мин  | 600 Н*м при 1700 об/мин      | Механическая (Eaton FS-4205-A), 5 передач                              | 13000 кг | 23000 кг         |
| 13.180E | MWM 4.12 TCE-EURO III (Turbo Intercooler)         | 132 кВт при 2200 об/мин  | 600 Н*м при 1600—2000 об/мин | Механическая (Eaton FS-4205-A), 5 передач                              | 12900 кг | 23000 кг         |
| 15.170E | Cummins Interact 4.0-EURO III (Turbo Intercooler) | 125 кВт при 2500 об/мин  | 600 Н*м при 1200—1600 об/мин | Механическая (Eaton FS-4205-A), 5 передач                              | 14500 кг | 27000 кг         |
| 15.180  | MWM 6.10 TCA-EURO III (Turbo Intercooler)         | 127 кВт при 2400 об/мин  | 600 Н*м при 1700 об/мин      | Механическая (Eaton FS-4205-A), 5 передач                              | 14500 кг | 27000 кг         |
| 15.180E | MWM 4.12 TCE-EURO III (Turbo Intercooler)         | 132 кВт при 2200 об/мин  | 600 Н*м при 1600—2000 об/мин | Механическая (Eaton FS-4205-A), 5 передач                              | 14500 кг | 27000 кг         |
| 17.180  | MWM 6.10 TCA-EURO III (Turbo Intercooler)         | 127 кВт при 2400 об/мин  | 600 Н*м при 1700 об/мин      | Механическая (Eaton FS 5306-A), 6 передач                              | 16000 кг | 28800 кг         |
| 17.220  | Cummins C8.3215 P5-0-EURO III (Turbo Intercooler) | 160 кВт при 2200 об/мин  | 888 Н*м при 1400 об/мин      | Механическая (Eaton FS 6306-A), 6 передач                              | 16000 кг | 35000 кг         |
| 17.250E | Cummins Interact 6.0-EURO III (Turbo Intercooler) | 184 кВт при 2500 об/мин  | 950 Н*м при 1200—1700 об/мин | Механическая (Eaton FS-6306-B), 6 передач                              | 16000 кг | 35000 кг         |
| 24.220  | Cummins C8.3215 P5-0-EURO III (Turbo Intercooler) | 160 кВт при 2200 об/мин  | 888 Н*м при 1400 об/мин      | Механическая (Eaton FS-6306-A), 6 передач                              | 23000 кг | 35000 кг         |
| 24.250E | Cummins Interact 6.0-EURO III (Turbo Intercooler) | 184 кВт при 2500 об/мин  | 950 Н*м при 1200—1700 об/мин | Механическая (Eaton FS-6306-B), 6 передач                              | 23000 кг | 35000 кг         |
| 26.220  | Cummins C8.3215 P5-0-EURO III (Turbo Intercooler) | 160 кВт при 2200 об/мин  | 888 Н*м при 1400 об/мин      | Механическая (Eaton RT 8908-LL), 10 передач переднего хода и 3 заднего | 23000 кг | 35000 кг         |
| 26.260E | MWM 6.12TCAE-EURO III (Turbo Intercooler)         | 191 кВт при 2500 об/мин  | 900 Н*м при 1300—1900 об/мин | Механическая (Eaton RT 7608-LL), 10 передач переднего хода и 3 заднего | 23000 кг | 42000 кг         |
| 31.260E | MWM 6.12 TCAE-EURO III                            | 191 кВт при 2500 об/мин  | 900 Н*м при 1300—1900 об/мин | Механическая (Eaton RT 7608-LL), 10 передач переднего хода и 3 заднего | 23000 кг | 42000 кг         |

| Седельные тягачи |                                           |                         |                      |                                                     |          |                  |
| Модель           | Двигатель                                 | Мощность                | Крутящий момент      | Трансмиссия (модель трансмиссии)/количество передач | Масса    | Грузоподъёмность |
| 17.220 Tractor   | Cummins C8.3 215 P5-0 (Turbo Intercooler) | 160 кВт при 2200 об/мин | 888 Н*м при 1400 Н*м | Механическая (Eaton FS 6306-A), 6 передач           | 16000 кг | 35000 кг         |

Военная модель получила индекс 15.210.

## Другая информация
В 2004—2005 годах 4,8-тонный Volkswagen Worker участвовал в гонках в Германии, на чемпионате FIA European Cup. Ему присущ дизельный двигатель внутреннего сгорания объёмом 12 л, мощностью 1300 л. с. Водителями-автогонщиками были Маркус Эстрайх и Ральф Дрюкенмюллер. Партнёр — Deutsche Post AG